# Terreirão do Samba
Terreirão do Samba Nelson Sargento é espaço cultural voltado para a preservação do Samba e da cultura popular, localizado na Praça Onze, no Centro do Rio de Janeiro.
Funciona durante as madrugadas no período do carnaval com shows de MPB e samba, além de ser palco da apuração dos demais grupos de acesso e blocos de enredo. 

## Atualidade
Em 2012, passou por uma grande reforma, com um investimento de R$ 15,3 milhões, sendo construídos 35 quiosques, um moderno palco para shows com quatro camarins, além de administração e bilheteria.
Em junho de 2021, a gestão Eduardo Paes, abriu chamamento público para reabertura do Terreirão, para passar a funcionar durante o ano todo. Em julho de 2021, o espaço foi batizado com o nome do compositor Nelson Sargento, que faleceu vítima da Covid-19 naquele ano.
Em 2023, foi tombado como Patrimônio Cultural Imaterial do Estado do Rio de Janeiro.
Em 2024, a Prefeitura do Rio abriu novo edital para concessão do espaço por 25 anos. A concessão garantiria o controle do espaço por 25 anos e um investimento de 12 milhões de reais, além de uma programação anual a preços acessíveis. A Prefeitura já havia tentado passar o local para iniciativa privada no passado.